# Йылдырым, Рукийе
Рукийе Йылдырым (тур. Rukiye Yıldırım; род. 12 февраля 1991, Анкара) — турецкая тхэквондистка, выступающая в весовой категории до 49 килограммов. Также выступала в категории до 46 кг. Чемпионка Европы, призёр чемпионатов мира. Участница Олимпийских игр.

## Биография
Рукийе Йылдырым родилась 12 февраля 1991 года.

## Карьера
В 2008—2009 года Рукийе Йылдырым выиграла турниры Belgian Open, Spanish Open и British Open. На первом для себя чемпионате мира в Измире в 2008 году она дошла до четвертьфинала, где уступила кореянке Мин Джи Ким. В следующем году в Копенгагене она дошла до 1/8 финала, уступив Дженифер Ордоньес из Гватемалы.
В 2010 году Йылдырым выиграла золото чемпионата Европы в Санкт-Петербурге в весовой категории до 46 килограммов. Рукийе в финале победила испанку Элайю Торронтеги. В том же году она выиграла чемпионат Европы до 21 года в Харькове.
На чемпионате мира 2011 года в Кёнджу впервые в карьере выиграла медаль — бронзу. В том же году на Универсиаде в Шэньчжэне стала серебряным призёром, уступив в финале россиянке Анастасии Валуевой со счётом 4:5.
На отборочном турнире к Олимпиаде-2012 в Лондоне, который проходил в Казани, Йылдырым уступила в четвертьфинале Анне Сороке из Украины и не попала на Игры. На чемпионате Европы в Манчестере в категории до 46 кг турецкая спортсменка стала бронзовым призёром.
На чемпионате мира 2013 года в Пуэбле Рукийе уступила в четвертьфинале в экстра-раунде тайской тхэквондистке Чанатип Сонкхам.
На чемпионате Европы 2014 года в Баку выбыла с турнира уже на стадии четвертьфинала, уступив со счётом 14:18 венгерке Иветт Гонда. Выступала на Гран-при в Сучжоу, Манчестере и Астане, но дальше стадии четвертьфинала не прошла.
На чемпионате мира в Челябинске дошла до стадии 1/8 финала, где уступила Тияне Богданович из Сербии. На Европейских играх в Баку в первом же поединке уступила венгерке Иветт Гонда со счётом 7:11. На летней Универсиаде 2015 в Кванджу добралась до полуфинала, где проиграла Люсии Занинович и стала бронзовым призёром. Также Йылдырым завоевала бронзу на Гран-при в Москве.
На чемпионате Европы 2016 в Монтрё стала бронзовым призёром, уступив в полуфинале Бланке Палмер Солер из Испании.
На чемпионате мира 2017 года в Муджу выбыла с турнира на стадии 1/8 финала, уступив колумбийке Андрее Рамирес Варгас 9:10. На Универсиаде 2017 в Тайбэе дошла до четвертьфинала, где уступила француженке Саре Зохре Адиду 12:13. На трёх подряд Гран-при в Рабате, Лондоне и Абиджане дошла до полуфинала, став бронзовым призёром.
На чемпионате Европы в Казани выиграла золото, победив в 1/8 финала швейцарку Андреа Шнелль, в четвертьфинале россиянку Марию Смирнову, в полуфинале украинку Ирина Ромолданову и в финале нидерландскую тхэквондистку Дину Пурюнес Лангеруди.
На чемпионате мира 2019 года в Манчестере завоевала бронзу, проиграв в полуфинале тайской тхэквондистке Панипак Вонгпхаттанкит.
В 2020 году выиграла турниры в Эль-Фуджайре и Гамбурге.
В 2021 году добралась до четвертьфинала чемпионата Европы в Софии, где выбыла из соревнований после поражения от хорватки Лены Стойкович. Йылдырым вошла в состав сборной Турции на первые для себя Олимпийские игры 2020 в Токио, которые были перенесены из-за пандемии коронавируса на 2021 год.